# Gogolewski
Gogolewski – nazwisko rodowe. Nazwisko wymieniane w spisie Szlachty Ziemi Ciechanowskiej.
- Nazwisko – Gogolewski,
- Gniazdo – Gogole,
- Przysiółki – Steczki, Wielkie, Dąbrowne, Trale, Marki, Sętki, Daniszewo, Kandygi
- Parafia – Gołymin
- Herb – Rola

## Znani Gogolewscy
- Ignacy Gogolewski – polski aktor
- Józef Gogolewski, herbu Godziemba – ur. ok. 1745, zginął 17 stycznia 1769, regimentarz wielkopolski w Konfederacji Barskiej